# Kamienica przy ulicy Jagiellońskiej 10 w Krakowie
Kamienica przy ulicy Jagiellońskiej 10 – zabytkowa kamienica znajdująca się w Krakowie, w dzielnicy I przy ulicy Jagiellońskiej, na Starym Mieście.

## Historia
W 1576 w miejscu obecnej kamienicy znajdował się przejazd z ulicy Jagiellońskiej do tylnych części posesji przy ulicy św. Anny. Budynek został wzniesiony w 1643 jako jednopiętrowy z oficyną tylną. W I połowie XIX wieku został przejściowo połączony z kamienicą Goryszowskich przy ulicy św. Anny 3. W tym czasie właścicielami posesji byli Hallerowie. Od 1867 kamienica przeszła we władanie rodziny Herteuxów, którzy prowadzili w niej Hotel Victoria. W 1893 nadbudowano trzecie piętro. W latach 1894–1900 kamienicę przebudowano ponownie na samodzielny budynek i zbudowano nową oficynę tylną. Na początku XX wieku kamienica była własnością Doboszyńskich.
20 czerwca 1966 kamienica została wpisana do rejestru zabytków. Znajduje się także w gminnej ewidencji zabytków.

## Architektura
Kamienica ma trzy piętra, trzecie piętro znajduje się w mansardzie. Elewacja jest dwuosiowa, o prostym wystroju. Parter został obłożony kamienną okładziną i oddzielony od pierwszego piętra gzymsem